# إثيل ووترز
إثيل ووترز (بالإنجليزية: Ethel Waters)‏ (و. 1896 – 1977 م) هي مغنية، وعازفة الجاز، وممثلة مسرحية، وممثلة أفلام أمريكية، ولدت في مقاطعة تشيستر، توفيت عن عمر يناهز 81 عاماً، بسبب قصور كلوي.

## جوائز وترشيحات
حصلت على جوائز منها:
جوائز
- قاعة مشاهير موسيقى الإنجيل [الإنجليزية]‏

ترشيحات
- جائزة الأوسكار لأفضل ممثلة مساعدة (1949)

ترشحت لـ:
- جائزة الأوسكار لأفضل ممثلة مساعدة، عن عمل: Pinky (film) [الإنجليزية]‏ (1949).

## وصلات خارجية
- إثيل ووترز على موقع IMDb (الإنجليزية)
- إثيل ووترز على موقع الموسوعة البريطانية (الإنجليزية)
- إثيل ووترز على موقع روتن توميتوز (الإنجليزية)
- إثيل ووترز على موقع ألو سيني (الفرنسية)
- إثيل ووترز على موقع ميوزك برينز (الإنجليزية)
- إثيل ووترز على موقع تيرنر كلاسيك موفيز (الإنجليزية)
- إثيل ووترز على موقع أول موفي (الإنجليزية)
- إثيل ووترز على موقع قاعدة بيانات برودواي على الإنترنت (الإنجليزية)
- إثيل ووترز على موقع قاعدة بيانات الأفلام السويدية (السويدية)
- إثيل ووترز على موقع إن إن دي بي (الإنجليزية)